# Armin Guhl
Armin Guhl (ur. 14 września 1907, zm. 13 listopada 1981 w Steckborn) – szwajcarski lekkoatleta (wieloboista), uczestnik igrzysk olimpijskich i mistrzostw Europy.
Na mistrzostwach Europy w 1934 w Turynie zajął piąte miejsce w dziesięcioboju ustanawiając rekord kraju. Na igrzyskach olimpijskich w 1936 w Berlinie ukończył rywalizację w dziesięcioboju na szóstym miejscu, poprawiając własny rekord Szwajcarii – 6618 punktów (według współczesnej punktacji).
W swojej karierze reprezentował barwy klubu Stadtturnverein Winterthur.

## Rekordy życiowe
- dziesięciobój – 6618 punktów (1936); wynik ten był do 1942 rekordem Szwajcarii[2]